# ميغويلتورا
بلدية ميغويلتورا (بالإسبانية: Miguelturra)‏، هي إحدى بلديات مقاطعة سيوداد ريال إحدى مقاطعات إسبانيا، والتي تقع في منطقة قشتالة لا منتشا وسط إسبانيا.
يبلغ عدد سكانها 12.912 نسمة وفقاً لإحصائية سنة (2007).